# Arlesheim
Arlesheim é uma comuna da Suíça, situada no distrito de Arlesheim, no cantão de Basileia-Campo. Tem 6,94 km² de área e sua população em 2018 foi estimada em 9.124 habitantes.